# República Socialista Soviética Autônoma Caracalpaque
A República Socialista Soviética Autônoma do Caracalpaquistão (em caracalpaque:  Қарақалпақстан АССР; em usbeque:  Қорақалпоғистон АССР) também conhecido como Caracalpaquistão Soviético ou simplesmente RSSA Caracalpaque era uma república autônoma da União Soviética. Até 20 de julho de 1932, era chamado de Oblast Autônomo de Caracalpaque. Em 5 de dezembro de 1936, foi anexado a RSS do Uzbequistão. Foi a única RSSA na Ásia Central Soviética (embora outros RSSAs existissem na região antes da criação do RSSA de Caracalpaque, como a RSSA do Tajiquistão e a RSSA da Quirguízia, ambos os quais foram promovidos para o nível de república soviética em 1929 e 1936 respectivamente).
Sua capital era Nucus (até 1939, Turtkul).
Em 14 de dezembro de 1990, a RSSA do Caracalpaque declarou a soberania sobre a União Soviética.

## História
De 1919 a 1924, o norte da região pertencia à República Socialista Soviética Autônoma Quirguiz e o sul à República Socialista Soviética da Corásmia.
Em 1925 a região tomou a forma com os limites atuais com o nome de Oblast Autônomo do Caracalpaquistão, na RSS do Uzbequistão. Em 20 de março de 1932 foi promovida a República Socialista Soviética Autônoma de Caracalpaquistão sendo desligada da RSS do Uzbequistão e ligada a RSFS da Rússia.
Com a Constituição de 1936, a área deixou a RSFS da Rússia e tornou-se parte da RSS do Uzbequistão novamente a partir de 5 de dezembro de 1936.
Em 14 de dezembro de 1990 a República Socialista Soviética Autônoma Caracalpaque é transferida para administração direta da RSFS da Rússia.
Desde o fim da União Soviética, em 1991, a região tem sido parte do Uzbequistão como a República do Caracalpaquistão.

## População
População da RSSA Caracalpaque de acordo com os censos de 1926 a 1989.
| Etnia         | 1926    | %      | 1939    | %      | 1959    | %      | 1970    | %      | 1979    | %      | 1989      | %      |
| ------------- | ------- | ------ | ------- | ------ | ------- | ------ | ------- | ------ | ------- | ------ | --------- | ------ |
| Total         | 304.539 | 100,00 | 469.702 | 100,00 | 510.101 | 100,00 | 702.264 | 100,00 | 905.500 | 100,00 | 1.212.207 | 100,00 |
| Uzbeques      | 84.099  | 27,62  | 116.054 | 24,71  | 146.783 | 28,78  | 212.597 | 30,27  | 285.400 | 31,52  | 397.826   | 32,82  |
| Caracalpaques | 116.125 | 38,13  | 158.615 | 33,77  | 155.999 | 30,58  | 217.505 | 30,97  | 281.809 | 31,12  | 389.146   | 32,10  |
| Cazaques      | 85.782  | 28,17  | 129.677 | 27,61  | 133.844 | 26,24  | 186.038 | 26,49  | 243.926 | 26,94  | 318.739   | 26,29  |
| Turcomenos    | 9.686   | 3,18   | 23.259  | 4,95   | 29.225  | 5,73   | 37.547  | 5,35   | 48.655  | 5,37   | 60.244    | 4,97   |
| Russos        | 4.924   | 1,62   | 24.969  | 5,32   | 22.966  | 4,50   | 25.165  | 3,58   | 21.287  | 2,35   | 19.846    | 1,64   |
| Coreanos      |         |        | 7.347   | 1,56   | 9.956   | 1,95   | 8.958   | 1,28   | 8.081   | 0,89   | 9.174     | 0,76   |
| Tártaros      | 884     | 0,29   | 4.162   | 0,89   | 6.177   | 1,21   | 7.619   | 1,08   | 7.617   | 0,84   | 7.767     | 0,64   |
| Ucranianos    | 621     | 0,20   | 3.130   | 0,67   | 2.201   | 0,43   | 2.316   | 0,33   | 2.005   | 0,22   | 2.271     | 0,19   |
| Basquires     | 29      | 0,01   | 381     | 0,08   | 571     | 0,11   | 854     | 0,12   | 920     | 0,10   | 1.090     | 0,09   |
| Quirguizes    | 277     | 0,09   | 181     | 0,04   | 177     | 0,03   | 400     | 0,06   | 1.955   | 0,22   | 867       | 0,07   |
| Moldávios     | 10      | 0,00   | 16      | 0,00   |         |        | 57      | 0,01   | 343     | 0,04   | 632       | 0,05   |
| Bielorrussos  | 30      | 0,01   | 214     | 0,05   | 328     | 0,06   | 517     | 0,07   | 852     | 0,09   | 567       | 0,05   |
| Outros        | 2.072   | 0,68   | 1.697   | 0,36   | 1.874   | 0,37   | 2.691   | 0,38   | 2.650   | 0,29   | 4.038     | 0,33   |